# Шедех
Шедех — древнеегипетский напиток, получаемый из красного винограда
.

## История
Название «Шедех» появляется на двуручных амфорах, найденных в поселении Амарна и принадлежащих периоду правления фараона Эхнатона. Название указывает на то, что этот напиток отличался от традиционного вина, которое по-древнеегипетски писалось как Иреп. Примером важности Шедеха в Древнем Египте является факт упоминания его в романтической поэзии, в которой он ассоциировался с голосом влюблённого. Во времена Нового царства (1292-1075 до н.э.) и Птолемеев (305-30 до н.э.), напиток появляется на надписях храмов и применяется в религиозных подношениях, а также бальзамировании
.